# Dario Rugašević
Dario Rugašević (ur. 29 stycznia 1991 w Vinkovci) – chorwacki piłkarz występujący na pozycji obrońcy w klubie NK BSK Bijelo Brdo.

## Kariera klubowa
Wychowanek klubu HNK Cibalia z rodzinnego miasta Vinkovci. W 2009 roku włączono go do kadry pierwszego zespołu. 25 lipca 2009 zadebiutował w 1. HNL w wygranym 3:0 wyjazdowym meczu z NK Zadar. Przez 4 kolejne sezony regularnie występował na poziomie chorwackiej ekstraklasy rozgrywając łącznie dla Cibalii 80 ligowych spotkań. Po spadku klubu do 2. HNL w sezonie 2012/13 odszedł z zespołu i został piłkarzem RNK Split. Latem 2014 roku zadebiutował w europejskich pucharach w dwumeczu z Miką Erywań w kwalifikacjach Ligi Europy 2014/15. W 2015 roku dotarł z RNK Split do finału Pucharu Chorwacji, w którym jego drużyna uległa po rzutach karnych Dinamo Zagrzeb. W styczniu 2016 roku postanowił odejść z klubu i rozwiązał kontrakt za porozumieniem stron. Wkrótce po tym powrócił on do HNK Cibalia, gdzie występował przez jedną rundę.
W sierpniu 2016 roku podpisał roczną umowę z rumuńskim Gaz Metan Mediaș, dla którego w sezonie 2016/17 rozegrał 25 spotkań. Latem 2017 roku przeniósł się on do Piasta Gliwice trenowanego przez Dariusza Wdowczyka. 19 sierpnia zadebiutował w Ekstraklasie w wygranym 2:0 meczu przeciwko Koronie Kielce i stał się od tego momentu zawodnikiem podstawowego składu. W rundzie wiosennej sezonu 2017/18 przegrał rywalizację na lewym skrzydle obrony z Marcinem Pietrowskim i Mikkelem Kirkeskovem i nie zaliczył żadnego ligowego występu. Latem 2018 roku odszedł z klubu. W październiku tegoż roku został graczem mistrza Bośni i Hercegowiny HŠK Zrinjski Mostar. 3 listopada 2018 zadebiutował w Premijer Lidze w meczu z FK Zvijezda 09 (0:1).

## Kariera reprezentacyjna
W latach 2007–2013 występował w juniorskich i młodzieżowych reprezentacjach Chorwacji w kategoriach od U-16 do U-21.